# Ломонос чинолистный
Ломоно́с чиноли́стный, или Кле́матис чинолистный (лат. Clēmatis lathyrifōlia) — вид цветковых растений рода Ломонос (Clematis) семейства Лютиковые (Ranunculaceae).
По данным The Plant List на 2013 год, название Clematis lathyrifolia Besser ex Rchb. является синонимом действительного названия Clematis recta L. — Ломонос прямой.

## Этимология
Русское название рода «ломонос» произошло от способности волосков плодов-семянок ломоноса восточного (Clematis orientalis) попадать в нос человека и вызывать неприятные ощущения. По другим источникам название рода связвно с неприятным запахом некоторых видов. 
Латинское научное название рода Clématis происходит от др.-греч. κληματίς, clēmatís — «вьющееся растение», что в свою очередь образовано от  др.-греч. κλήμα, klḗma — «веточка, росток, усик». В садоводстве (и в русском языке) закрепилась неверная форма ударения в научном названии рода — клема́тис.

## Описание
Многолетнее растение. Травянистое. Высота от 30 до 60 см, стебель прямостоячий, травянистый или древеснеющий только у основания. Листья большей частью дваждыперистые, лишь самые нижние могут быть перистыми, тройчатыми или простыми, голые или слабоопушенные, с неярко выраженными жилками.
Цветки в многоцветковых метельчатых соцветиях, в диаметре до 2—3 см, чашелистики в числе 4, сливочно-белые, длинной 1—1,5 см, узкоовальные, пушистые по внешней стороне. Тычинки 0,5 см длиной.
Плоды — уплощенные орешки, с заметно утолщенным краем.
Цветение — май-июнь, плодоношение — июль-августе, размножение только семенное.

## Ареал и среда обитания
Эндемичный вид восточного Причерноморья, Нижней Волги и Предкавказья. Ареал: Центральная, Южная, Юго-Восточная, Восточная Европа.
Как правило, растёт среди степных кустарников, по склонам степных балок, опушкам байрачных лесов, нередко на карбонатных почвах.

## Охрана
Включен в Красные книги следующих субъектов РФ: Белгородская область, Волгоградская область, Воронежская область, Краснодарский край, а также в Красную книгу Харьковской области Украины.